# Astrid Båhl
Astrid Båhl (* 6. Juni 1959 in Karesuando) ist eine samische Künstlerin, die aus Skibotn, Norwegen, kommt. Bekanntheit erlangte sie vor allem durch ihr Design der samischen Flagge.

## Leben

Båhls Design der samischen Flagge

Båhl verbrachte die ersten Jahre ihrer Kindheit im nordschwedischen Ort Karesuando, bevor sie in den Ort Skibotn in Norwegen umzog. Sie begann ihre künstlerische und handwerkliche Ausbildung an der weiterführenden Schule. Später besuchte sie die Staatliche Handwerks- und Kunstindustrieschule in Oslo, wo sie im Bereich Textilien, grafisches Design, Grafik und Freihandzeichnung ausgebildet wurde.
Im Jahr 1986 startete ein Wettbewerb, bei dem eine neue gemeinsame samische Flagge bestimmt werden sollte. Davor hatte es bereits lokale verbreitete Flaggen gegeben. Båhl, die am Wettbewerb teilnehmen wollte, recherchierte daraufhin zu samischen Zeichen und Symbolen sowie zu samischer Mythologie. Ihr Vorschlag wurde am 15. August 1986 bei der 13. nordischen Samenkonferenz in Åre zum Gewinner gekürt. Die Flagge dient seitdem als Flagge für die Samen in allen Ländern. 2003 folgte die offizielle Anerkennung der Flagge durch den norwegischen Staat.
Båhl stellte ihre Kunst unter anderem in Mijjen luunie – Kums oss, einer südsamischen Wanderausstellung, die 1994 in Elverum eröffnet wurde, aus. Diese wurde auch während den Olympischen Winterspielen 1994 in Lillehammer gezeigt. Im Jahr 2017 bekam sie den Auftrag, zwei Briefmarken für das hundertjährige Jubiläum der ersten samischen Landesversammlung in Trondheim zu designen.